# Tatiane Alves
Tatiane Alves (sinh năm 1986) là một người mẫu, nhà tư vấn kế toán và một nữ hoàng sắc đẹp. Cô là thí sinh đại diện cho Brazil tham gia cuộc thi Hoa hậu Trái Đất 2008. Tại cuộc thi này, cô là một thí sinh nổi bật và trở thành một trong những người chiến thắng cuộc thi và được trao vương miện Hoa hậu Lửa, tương đương với Á hậu 3.
Trong phần thi cuối cùng của Hoa hậu Trái Đất 2008, Alves đại diện cho Brazil và được công bố là một trong 16 thí sinh tham gia bán kết, cạnh tranh giành danh hiệu Hoa hậu Trái Đất. Cô là 1 trong 8 thí sinh đạt điểm cao nhất trong phần thi trình diễn áo tắm, giúp cô trở thành 1 trong 8 thí sinh tiến tiếp vào vòng chung kết, tham gia phần thi trang phục dạ hội. Sau đó, cô đã vào nhóm thí sinh dẫn đầu khi nói rõ trong video phỏng vấn của mình về các vấn đề môi trường như một vấn đề quan trọng ở đất nước cô, qua đó cô vào đến Top 4 Chung cuộc.
Trong vòng cuối cùng, nhóm giám khảo gồm 4 người hỏi câu hỏi: "Bạn sẽ nói gì với tổng thống Mỹ Barack Obama về tình trạng của môi trường toàn cầu nếu bạn từng gặp ông ta?" Cô xếp vị trí thứ 4 trong vòng phỏng vấn và khi kết thúc cuộc thi và được trao vương miện Hoa hậu Lửa.